# Голубев, Владимир Дмитриевич
Влади́мир Дми́триевич Го́лубев (6 февраля 1940 — 20 сентября 2004) — советский футболист, вратарь. Мастер спорта СССР.

## Биография
Родился 6 февраля 1940 года в посёлке Турьинские рудники (ныне Краснотурьинск) Свердловской области.
Начинал карьеру в составе местной команды «Труд». В 1960 году отыграл один сезон в «Авангарде» из Симферополя. С 1962 года почти десять лет защищал ворота свердловского «Уралмаша». В 1969 году вместе с уральской командой отыграл сезон в Высшей лиге СССР, пропустив в 34 встречах 38 голов. В 1971—1973 годах выступал за пермскую «Звезду». Завершил карьеру игрока в команде «Металлург» (Магнитогорск).
В 1976—1979 гг. — тренер «Металлург» (Магнитогорск).
Умер 20 сентября 2004 в Магнитогорске. Похоронен на Левобережном кладбище.